# 나기사 미쓰키
나기사 미쓰키(일본어: 渚 みつき, 1998년 2월 7일~)은 일본의 AV 여배우이다. 《FANZA》가 발표한 2020년 상반기 AV 여배우 랭킹 5위를 기록했다.